# Léon-Antoine Cadène
Léon-Antoine Cadène, francoski general, * 1889, † 1964.